# تلاع العلی
تلاع العلی (به عربی: تلاع العلی)  شهری در استان عمان است که در کشور اردن واقع شده‌است. جمعیت این شهر ۱۱۳٫۱۹۷ نفر است.